# Боткин, Сергей Дмитриевич
Сергей Дмитриевич Боткин (29 июня [11 июля] 1869, Москва — 22 апреля 1945, Париж) — российский дипломат, деятель русской эмиграции.

## Биография
Родился в Москве 29 июня (11 июля) 1869 года, в семье потомственных почётных граждан Российской империи. Его отец Дмитрий Петрович Боткин (1829—1889) был известным коллекционером картин.
Сергей Боткин в 1892 году окончил юридический факультет Московского университета и в том же 1892 году поступил на дипломатическую службу в Министерство иностранных дел. Сперва он был причислен к Азиатскому департаменту; в 1897 году стал вторым секретарём русской миссии в Штутгарте; в 1900—1904 годы был вторым секретарём русской миссии в Берне; в 1904—1909 годы был сначала 2-м, потом 1-м секретарём посольства в Вене. В 1909—1911 годы он был первым секретарём посольства в Константинополе; в 1911 году назначен 1-м секретарём посольства в Берлине, где в том же году вступил в Свято-Князь-Владимирское братство.
Был произведён в чин действительного статского советника 1 января 1914 года. Летом 1914 года он был назначен посланником в Дармштадте, но из-за начала Первой мировой войны не успел вступить в эту должность, а  должен был вместе с другими дипломатами вернуться в Россию. Во время войны в центральном аппарате МИДа он возглавлял временный отдел по вопросам военнопленных. С 1915 года Боткин был членом Чрезвычайной следственной комиссии, изучавшей военные преступления противников России.
В 1919—1920 годы был послом (белой) России (правительств Колчака и Деникина) в Берлине, где одновременно возглавлял Русский Красный Крест (до 1936 г.). В 1920—1936 годы в Берлине возглавлял Организацию защиты интересов русских беженцев в Германии (Vertrauensstelle für russische Flüchtlinge in Deutschland), чем он фактически представлял перед германскими властями всю русскую эмиграцию в Германии. «В Германии интересы (русских) эмигрантов по отношению к германским властям до восстановления дипломатических отношений в 1922 году защищались „Русской делегацией в Берлине“, переименованной после Рапалло в „Бюро для русских беженцев в Германии“ (Vertrauensstelle fuer russische Fluechtlinge in Deutschland). Эта, возглавляемая с осени 1919 года Сергеем Боткиным „Русская делегация“, де факто признанная Германским правительством как защитница интересов русских, имела право выдавать паспорта, удостоверения личности, документы и т. д.».
В 1924 году С. Д. Боткин стал председателем берлинского Свято-Князь-Владимирского братства, которое он ещё в 1923 году восстановил как юридическое лицо и официально зарегистрированную организацию. Он приложил немало усилий для того, чтобы закрепить за Братством всё его имущество.
Кроме того, С. Д. Боткин долгие годы был председателем эмигрантского Императорского Палестинского Общества. Действительный член Русского географического общества с 19 января 1900 года.
После прихода к власти в Германии, национал-социалистические власти стали производить давление на русские эмигрантские организации, желая подчинить их своему контролю и заменить в них ненадёжных, с их точки зрения, людей. Против С. Д. Боткина начались вестись интриги со стороны князя Масальского, очерняющего его несправедливым образом во «франкофильстве». С. Д. Боткин в 1934 году сперва уехал на курорт в Югославию, а затем в Париж, где он по состоянию здоровья остался. Когда он в 1936 году хотел вернуться в Берлин, германские власти не только отказали ему в выдаче визы, но известили его и о «высылке» из Германии. Таким образом, С. Д. Боткину до конца жизни пришлось остаться в Париже. В том же 1936 году на место председателя русского бюро в Германии вместо него был избран генерал В. В. Бискупский, а новой председательницей Владимирского Братства была избрана княжна Вера Константиновна.
Умер в Париже 22 апреля 1945 года и был похоронен на русском кладбище Сент-Женевьев-де-Буа.

## Семья
С. Д. Боткин был женат c 14 января 1896 года на Нине Евгеньевне Бюцовой, дочери русского дипломата Е. К. Бюцова, венчание было совершено в Санкт-Петербурге в церкви при Департаменте уделов. Сергей Дмитриевич, а затем и его семья, с 1893 по 1902 год жили в Санкт-Петербурге на Пушкинской улице, д. 9 (доходный дом Российского Общества застрахования капиталов и доходов).
Дочь С. Д. Боткина, графиня Нина Сергеевна Белевская-Жуковская (06.05.1901 — 16.10.1966), в 1926 году вышла замуж за графа Сергея Алексеевича Белевского-Жуковского (1904—1953; умер в Лос-Анджелесе), потомка императора Александра II. Она скончалась в 1966 году в Лозанне и до самой смерти оставалась членом Свято-Князь-Владимирского братства.
Двоюродный брат Сергея Боткина — лейб-медик Евгений Сергеевич Боткин, расстрелянный вместе с царской семьёй.